# Proagapete auricoma
Proagapete auricoma é uma espécie de coleóptero da tribo Bimiini (Cerambycidae), com distribuição apenas na Austrália.

## Sistemática
- Ordem Coleoptera
  - Subordem Polyphaga
    - Infraordem Cucujiformia
      - Superfamília Chrysomeloidea
        - Família Cerambycidae
          - Subfamília Cerambycinae
            - Tribo Bimiini
              - Gênero Proagapete
                - P. auricoma (Newman, 1840)